# 梁愛美
梁 愛美（りょう あいみ、1984年〈昭和59年〉8月19日 - ）は、日本の歌手、タレント。東京都出身。
プラチナムプロダクション所属。業務提携トータルベネフィット。
芸能人女子フットサルチーム『FC SPEED』背番号10、キャプテンである。

## 人物
- 資格 - 温泉ソムリエ、全米ヨガアライアンスRYT200
- 所属チーム - OMIASHI Chula、FC SPEED、SBS 골 때리는 그녀들 (日本代表)

## 来歴

### 幼少期
3歳の頃からのど自慢大会に出場していた。幼稚園の踊り場で椅子を並べステージを作りチアダンスを披露したり、盆踊り大会では先頭を切って踊っていた。
教育テレビ『うたっておどろんぱ』の影響でダンスに夢中になる。11歳の頃、同年代のSPEEDがTVで歌って踊り狂う姿を観て歌手になると決意する。
運動神経が良く12歳で50メートル5.9秒の自己ベストタイムを出す。オリンピック選手になれると大人達から言われていたが、歌とダンスに夢中でまったく興味を持たなかった。
14歳の頃SPEEDや安室奈美恵、DAPUMP等を輩出した沖縄アクターズスクール全国オーディションを受ける。15歳の頃アクターズスクールとしまえん公開オーディションで特別賞受賞。18歳の頃SPEEDや安室奈美恵、DA PUMP、w-inds.等が所属するライジングプロダクションが経営していたスターライトスタジオに通い、歌とダンスレッスンの日々に明け暮れステージにも立つ。

### 歌手・タレント活動
2004年、『Deep in Side』でCDデビュー。いせさきFM『梁愛美のミッドナイトシンデレラ』ラジオパーソナリティとして自身の番組を持つ。LIVE活動、代々木公園で路上ライブも始める。
2006年、日本テレビ『歌スタ！』出場、KNTV『韓国歌謡コンテスト』特別賞受賞。同年12月、サンケイスポーツサンスポドキュメント・アイドルスカウトから誕生したサンスポアイドルユニット『ゆめ☆たまご』としてデビュー。リーダーとして作詞や振り付け、ダンス指導も担当した。『START』『Shaking my love』『ほしぞら』リリース。
2007年4月、日本テレビ『『ぷっ』すま』出演。同年5月26日、『ゆめ☆たまご』卒業。
2007年、プラチナムプロダクションに所属。特技の激辛料理完食を活かし、激辛アイドルとしても活動を始める。
2008年7月、読売テレビ『大阪ほんわかテレビ』で激辛アイドルとしてデビュー。激辛女王鈴木亜美よりも辛さに強いと業界内で話題になる。
2008年、m.c.A・Tプロデュース、Vocal＆Chorusユニット『The Aluxx』結成。『Special Lovers』『Rapture』リリース。
同年8月、フジテレビ『お台場冒険王』ステージ出演、テレビ東京海の家『てれとパラディーゾ』ステージ出演。
同年9月、東京ゲームショウに同じアーティストの高杉さと美、SHANADOO等と出演。
同年avex第4制作部からメジャーデビューが決まるも大人の事情で見送りとなり、その後ユニットも解散となる。
『The Aluxx』解散後、引き続きm.c.A・Tプロデュースの元、楽曲制作＆音楽活動を行なう。『I’t a beautiful days』『マカロン＆キス』リリース。
2011年、K-pop Cover Danceユニット『Team R』結成。チーム名のRは梁愛美のRから取っている。メンバーはPopteenモデル、eggモデル等で結成され、渋谷、六本木のClubを中心に活動をしていた。
2012年8月、エアースタジオプロデュース 舞台 日韓友好企画『GO,JET!GO!GO!Vol.1』でミュージカルデビュー。歌い手として2015年までレギュラーメンバーとして舞台に出演する。
2014年4月、GO,JET!GO!GO!メンバーから選抜されたエンターテインメントユニット『PERDEATHCA』結成。『PERDEATHCA』『Ever lasting love』リリース。
2017年9月、パチンコパチスロアイドルユニット『Reach Angels』メンバーに加入。リーチエンジェルTV等に出演。
同年10月、フジテレビ系列『ちょっとザワつくイメージ調査 もしかしてズレてる?』に出演し、再び激辛アイドルとして脚光を浴び、以降日本テレビ『ニノさん』フジテレビ系列『よく元気でいられますね？』多数バラエティ番組に出演する。
2017年10月、aimi ryou名義で本格的にメジャーデビュー。両A面シングル『Deep in Side』『Ever lasting love』全国のCDショップにて発売中。ミュージックビデオも公開された。
2018年8月、芸能人女子フットサルチーム『OMIASHI chula』（現・FC SPEED）加入。キャプテンに任命され、弱小チームだったチームの立て直しに取り組む。芸能人女子フットサル大会では最下位から入賞連覇チームにまで成長しエースストライカーとしてチームに貢献した。
2019年、ドイツビールの祭典OKTOBERFEST主催のミスコン、MISS OKTOBERFESTにてSNS賞を受賞。
2020年、『MISS OKF 2020』としてOKTOBERFEST公式イメージガールを務める。OKTOBERFEST公式テーマソング『Prost！』リリース。
2021年、SPEEDの総合プロデューサー伊秩弘将主催のLIVEイベントに出演。伊秩弘将と一緒にステージに立つ。現在も定期的に出演している。
2023年4月、芸能人女子フットサルチーム『OMIASHI Chula』から独立、『FC SPEED』としてチーム名を変更。
2024年1月、パチスロタレント『PS嬢あいみん』として演者デビュー。
同年2月、『ペカ嬢あいみん』としてもデビューを果たし、二刀流演者として活動。
同年8月、PS嬢あいみんとしてマルハン小岩店応援大使就任。
同年9月、韓国のバラエティ番組SBS골 때리는 그녀들日本代表選手に選出され歴史的国家対抗戦に出場。監督は元日本代表前園真聖である。

## 音楽
aimi ryou
- Deep in side（作詞：aimi ryou/作曲：CEEP 広石）
- WE ARE HOT！（作詞：むらかみけいじゅ/作曲：むらかみけいじゅ）
- Rain（作詞：aimi ryou/作曲：xxx）
- Dancing Red Moon Light（作詞：aimi ryou/作曲：xxx）
- foever blue（作詞：aimi ryou/作曲：佐藤昇）
- I’ts a beautiful days（作詞：m.c.A·T/作曲：富樫明生）
- マカロン＆キス（作詞：m.c.A・T/作曲：富樫明生）
- True love（作詞：aimi ryou/作曲：xxx）
- Love is not foever（作詞：aimi ryou/作曲：美羽希。）
- M（作詞：aimi ryou/作曲：美羽希。）

ゆめ☆たまご
- START（作詞：aimi ryou/作曲：すどうゆうき）
- Shaking My Love（作詞：aimi ryou/作曲：すどうゆうき）
- ほしぞら（作詞：aimi ryou/作曲：すどうゆうき）

The Aluxx
- Special Lovers（ 作詞：m.c.A・T/作曲：富樫明生）
- Rap tre（作詞：m.c.A·T/作曲：富樫明生）

　PERDEATHCA
- PERDEATHCA（作詞：藤森一郎/作曲：xxx）
- Ever Lasting Love（作詞：aimi ryou/作曲：xxx）

　 MISS OKF 2020
- Prost！〜OKTOBERFEST 公式テーマソング〜（作詞：xxx/作曲：xxx）

### 楽曲提供
- Live the life you love（作詞：aimi ryou/作曲：HYRO）-舞台”BOX-SING”挿入歌
- I Trust You（作詞：aimi ryou/作曲：HYRO））-舞台”BOX-SING”挿入歌
- Queen（作詞：aimi ryou/作曲：HYRO））-舞台”BOX-SING”挿入歌
- Fighting girl（作詞：aimi ryou/作曲：HYRO））-舞台”BOX-SING”挿入歌
- Winer（作詞：aimi ryou/作曲：HYRO）-舞台”BOX-SING”挿入歌
- Box-sing(作詞：aimi ryou/作曲：HYRO)-舞台“BOX-SING“挿入歌

## 出演

### TV
- 『歌スタ！』（2006年6月、日本テレビ）
- 『『ぷっ』すま』（2007年4月、日本テレビ）
- 『大阪ほんわかテレビ』(2008年7月、読売テレビ)
- 『大阪ほんわかテレビ』(2008年9月、読売テレビ)
- 『お笑いワイドショー マルコポロリ!』(2008年11月、関西テレビ)
- 『魔法のレストラン』（2009年8月、毎日放送）
- 『お笑いワイドショー マルコポロリ!』(2009年9月、関西テレビ)
- 『ちょっとザワつくイメージ調査 もしかしてズレてる?』（2017年10月、フジテレビ系列）
- 『ニノさん』（2018年2月、日本テレビ）
- 『お客様は知っている!』（2018年7月、フジテレビ系列）
- 『飛び出せ！KOLers（カラーズ）!!』(2018年12月、沖縄 RBC琉球放送)
- 『よく元気でいられますね!?』（2019年1月、フジテレビ系列 ）
- 『골 때리는 그녀들』（2024年8月〜１０月、SBS）

### CM&広告
- ライスフォース『アクポレス』(2009年3月～、2010年6月～)
- コカコーラ（2011年12月～）
- セゾンカード·UCカード『手編みのセーター』（2016年6月〜）

### ラジオ
- 『梁愛美のミッドナイトシンデレラ』（いせさきFM） - MC
- 『河西里音の春夏秋冬Voice』（調布FM） - ゲスト出演
- 『MEMIのROCK ORANGE』(秋葉原FM) - ゲスト出演
- 『サタデーナイトファンタジー～神埼なおのあなたをモッジャモジャにしてやんよ～』（市川うららFM）

### 映画
- 『パッチギ!LOVE＆PEACE』
- 小林武史プロデュース作品『BANDAGE』
- 『ピューと吹く!ジャガー』

### ドラマ
- 『はるか17 』(2005年7月〜9月、テレビ朝日)

### 雑誌
- 『ナックルズEX』
- 『週間SPA！』
- 『スコラ』
- 『パチンコパチスロ攻略マガジンドラゴン龍』(レギュラー搭載)

### LIVE
- 『a‐nation '12』Resort stage
- Zepp ダイバーシティ東京
- フジテレビ『お台場冒険王』
- 東京ゲームショウ2008『テクモブース』
- テレビ東京海の家『てれとパラディーゾ』
- HUG ROCK FESTIVAL
- OKTOBERFEST 2018〜日比谷公園〜
- OKTOBERFEST 2018〜お台場〜
- OKTOBERFEST 2019〜芝公園〜
- OKTOBERFEST 2019〜日比谷公園〜
- OKTOBERFEST 2020〜新宿〜
- OKTOBERFEST 2022〜日比谷公園〜

- 新宿厚生年金会館
- 東京キネマ倶楽部
- O-west
- eggman
- morph tokyo
- RUIDO K2
- RUIDO K4
- DESEO
- DESEOmimi
- VUENOS
- aubu
- DOORS

- Club Malcolm
- Asia P
- Lounge neo
- GLAD
- GRAPES KITASANDO
- BOXX
- Womb
- camelot
- V2
- six tokyo
- Cyclone
- club SCIENCE

- pink noise
- mismatch
- Miiya cafe
- gee-ge.
- クロコダイル
- レッドノーズ
- 真昼の月夜の太陽
- C-moon
- Vanilla mood
- Gaba Sugoka

### 舞台
- 日韓友好企画『GO,JET!GO!GO!Vol.1』
- 日韓友好企画『GO,JET!GO!GO!Vol.2～浮気なJETのパレットキャット～』
- 『GO,JET!GO!GO!Vol.3～Mr.Moon Light～』
- 『GO,JET!GO!GO!Vol.4～Last Dance For Me!Me!Meee!!～』
- 『GO,JET!GO!GO!Vol.5～涙のドライマティーニ ガールズにライバル出現!?～』
- 『GO,JET!GO!GO!Vol6.～追憶のブルージーン・クリスマス～』
- 『GO,JET!GO!GO!Vol.7～そんなヒロシに騙されて～』
- 『GO,JET!GO!GO!Vol.8～思い出のFacebook Lover～』
- 『GO,JET!GO!GO!PARADISE LIVE～Vol.1〜』
- 『GO,JET!GO!GO!PARADISE LIVE～Vol.2〜』
- GO,JET!GO!GO!10周年企画第1弾『GO!JET!GO!GO!ZERO』
- GO,JET!GO!GO!10周年企画第2弾『GO,JET!GO!GO!PARADISE LIVE～Vol.2』
- Act Drive『GO,JET!GO!GO!GO!特別版』
- Act Drive『PERDEATHCA』
- 『PERDEATHCA.TV』
- 『SAORI～想い出の六畳一間～』

### その他
- KNTV『韓国歌謡コンテスト』特別賞
- イケメン×カワイイ！新宿アルタハロウィンジャック！(SHOWROOM)
- ハロウィンパーティー六本木やばい！(SHOWROOM)
- 新春満福！お年玉企画！(SHOWROOM)
- NOODLE CAFE(ヌードルカフェ)[28]
- 舞台『BOX-SING』楽曲提供(全6曲)
- OKTOBERFEST イメージガール『MISS OKF 2020』
- YouTube『リーチエンジェルTV』多数出演[29][30][31]
- TIPSTAR レギュラー出演[32]
- YouTube『Futsal Media Note』ゲスト出演[33]

### 大会
- 魔法のダイエットpresents芸能人女子フットサルリーグ
- 第11回 高橋陽一Presents サンセイアールアンドディチャリティーフットサル大会
- 県民共済presents なでしこ＆キッズサッカーフェスティバル
- 青山すこやか本舗presents魔法のダイエットステラFリーグ
- Supported by MIKEE 芸能人女子フットサル⁡2023チャレンジカップ⁡~XANADU×FC SPEED~